# Nina Kozlova
Nina Kozlova –en ucraniano, Нiна Козлова– (18 de marzo de 1988) es una deportista ucraniana que compitió en esgrima, especialista en la modalidad de sable.
Ganó una medalla de plata en el Campeonato Mundial de Esgrima de 2007 y dos medallas de plata en el Campeonato Europeo de Esgrima, en los años 2007 y 2008.

## Palmarés internacional
| Campeonato Mundial | Campeonato Mundial      | Campeonato Mundial | Campeonato Mundial |
| Año                | Lugar                   | Medalla            | Prueba             |
| ------------------ | ----------------------- | ------------------ | ------------------ |
| 2007               | San Petersburgo (Rusia) | Medalla de plata   | Sable por equipos  |
| Campeonato Europeo |                         |                    |                    |
| Año                | Lugar                   | Medalla            | Prueba             |
| 2007               | Gante (Bélgica)         | Medalla de plata   | Sable por equipos  |
| 2008               | Kiev (Ucrania)          | Medalla de plata   | Sable por equipos  |